# Коллегиум Кальксбурга
Коллегиум Кальксбурга (нем. Kollegium Kalksburg, также Коллегиум Непорочной Девы, лат. Collegium Immaculatae Virginis) — частная римско-католическая школа в Лизинге, 23-м районе Вены. Аттестат зрелости, выданный школой, признается наравне с государственным.

## История
На месте зданий школы располагался дворец Мон-Перу (фр. Mon Pérou), выстроенный в XVIII веке для одной из придворных Марии Терезии. После нескольких смен владельцев, в 1856 году дворец, при финансовом содействии Франца Иосифа I, приобрели иезуиты. Уже 3 октября 1856 года кардинал Йозеф Отмар фон Раушер освятил здание в честь непорочного зачатия Девы Марии в качестве школы. Первый набор состоял из 68 учеников.
В последующие годы до конца XIX века иезуиты расширяли и достраивали здание. В 1886 году начала издаваться школьная газета «Кальксбургская корреспонденция» (нем. Kalksburger Korrespondenz). В 1891 аттестат школы для трех младших классов был уравнен с государственным, в 1897 равный с государственным статус получил и аттестат зрелости.
После аншлюса в 1938 года Коллегиум Кальксбурга был распущен, и до 1945 в его зданиях располагалась школа полиции порядка. После окончания Второй мировой и до 1947 года здания были в распоряжении оккупационных войск. Осенью 1947 возобновились обычные школьные занятия, хотя в 1948—1951 некоторые части зданий снова использовались Красной армией. В 1954 году состоялся первый послевоенный выпуск.
В 1968 году Коллегиум Кальксбурга посетил генерал иезуитов Педро Аррупе. С 1972, после 75-летнего перерыва, возобновились строительные работы: появились новый гимнастический зал, библиотека, парковка и др.
В 2006 году отмечалось 150-летие Коллегиума. Кардинал Кристоф Шёнборн отслужил праздничную мессу; также состоялось организованное паломничество в Базилику Мариацелля — национальную святыню Австрии.

## Коллекции
Коллегиум Кальксбурга обладает немалым собранием картин, написанных между второй половиной XVIII и концом XIX веков. В основном это портреты, в том числе Франца фон Мака (одного из бывших владельцев дворца) и его жены, а также сцены из жизни иезуитских святых. Из других работ примечательны «Распятие» художника эпохи барокко Мартина Йоханна Шмидта, и «Кальксбургский крест», созданный в 1911 году резчиком по металлу Михаэлем Блюмельхубером. Помимо живописи, школа обладает обширными биологическими и этнографическими собраниями.

## Некоторые известные ученики
Многие, приведенные в таблице, учились в Коллегиуме Кальксбурга, но не закончили его.
| Имя                       | Год выпуска | Примечание                                   |
| ------------------------- | ----------- | -------------------------------------------- |
| Вильмош Апор              | —           | Епископ Дьёра; беатифицирован                |
| Ласло Баттьяни-Штраттманн | —           | Венгерский врач и аристократ; беатифицирован |
| Даниэль Кельман           | 1993        | Писатель                                     |
| Гвидо дель Местри         | 1930        | Апостольский нунций                          |
| Карл Нехаммер             | —           | Австрийский политик                          |
| Клеменс Пирке             | —           | Врач-педиатр, университетский профессор      |
| Франц Фюман               | —           | Писатель                                     |
| Андрэ Хеллер              | —           | Шансонье и актер                             |